# Gouvernement D'Alema I
République italienne
Prodi I D'Alema II
Le gouvernement D'Alema I (en italien : Governo D'Alema I) est le 54e gouvernement de la République italienne entre le 21 octobre 1998 et le 22 décembre 1999, sous la XIIIe législature du Parlement républicain.
Il est dirigé par le social-démocrate Massimo D'Alema, à la suite de la démission de Romano Prodi, et repose sur une coalition entre plusieurs partis de centre gauche. Il succède au gouvernement Prodi I et cède le pouvoir au gouvernement D'Alema II après le renoncement volontaire de Massimo D'Alema pour remanier son exécutif.

## Historique du mandat
Ce gouvernement est dirigé par le nouveau président du Conseil des ministres social-démocrate Massimo D'Alema. Il est constitué d'une coalition de centre gauche entre les Démocrates de gauche (DS), le Parti populaire italien (PPI), l'Union démocratique pour la République (it) (UDR), le Renouveau italien (RI), le Parti des communistes italiens (PdCI), la Fédération des Verts (FdV) et les Socialistes démocrates italiens (SDI). Ensemble, ils disposent de 329 députés sur 630, soit 52,2 % des sièges de la Chambre des députés, et 186 sénateurs sur 325, soit 57,2 % des sièges du Sénat de la République.
Il bénéficie du soutien sans participation du Parti populaire sud-tyrolien (SVP), l'Union valdôtaine (UV), le Mouvement pour la démocratie - Le réseau (La Rete), le Parti sarde d'action (PSd'Az), la Ligue Autonomie Vénétie et des indépendants. Ensemble, ils disposent de 11 députés, soit 1,7 % des sièges de la Chambre des députés, et de 16 sénateurs, soit 4,9 % des sièges du Sénat de la République.
Il est formé à la suite de la démission de Romano Prodi, au pouvoir depuis mai 1996.
Il succède donc au gouvernement Prodi I, constitué d'une coalition entre le Parti des démocrates de gauche (PDS), le Parti populaire, le Renouveau italien, la Fédération des Verts et l'Union démocratique (UD), bénéficiant du soutien sans participation du Parti de la refondation communiste (PRC), du Parti populaire sud-tyrolien, de l'Union valdôtaine, du Mouvement pour la démocratie, du Parti sarde d'action, de la Ligue Autonomie Vénétie et d'indépendants.

### Formation
Le 16 octobre 1998, une semaine après la démission de Romano Prodi, le président de la République Oscar Luigi Scalfaro confie à Massimo D'Alema, secrétaire des Démocrates de gauche, un mandat exploratoire en vue de vérifier l'existence d'une majorité parlementaire, sans pour autant lui confier formellement une mission de formation du prochain gouvernement de l'Italie. Celui-ci consulte alors les partis de L'Olivier et organise des entretiens avec le Parti des communistes et l'Union démocratique pour la République, susceptibles de soutenir son exécutif.
Après le succès de ses entretiens, le mandataire est officiellement chargé le 19 octobre de constituer un cabinet ministériel, mission qu'il accepte « avec réserve » selon la formule traditionnelle. Il lève cette réserve deux jours plus tard et présente une équipe de 26 ministres, soit cinq de plus que l'exécutif sortant. Le gouvernement est assermenté le jour même au palais du Quirinal, concluant 12 jours de crise gouvernementale. Le conseil des ministres qui se tient peu après valide l'accession de Sergio Mattarella au poste de vice-président du Conseil et la désignation de Franco Bassanini comme secrétaire du Conseil des ministres, en qualité de secrétaire d'État.
Sollicitée le 23 octobre, la confiance de la Chambre des députés est accordée par 333 voix pour et 281 contre. Quatre jours plus tard, le Sénat de la République ratifie à son tour le nouvel exécutif avec 188 votes favorables et 116 défavorables.

### Succession
En conclusion du congrès des Socialistes démocrates italiens le 12 décembre 1999, le président du parti Enrico Boselli appelle ouvertement à une crise gouvernementale qui se conclurait par le remplacement de Massimo D'Alema par une personnalité appelée à faire gagner la majorité de centre gauche aux élections de 2001. Six jours plus tard, le président du Conseil des ministres remet sa démission au président de la République Carlo Azeglio Ciampi, qui se réserve sur son acceptation. Après avoir tenu des entretiens avec les représentants des forces politiques, le chef de l'État confie le 20 décembre au chef du gouvernement démissionnaire le mandat de former un nouvel exécutif, que ce dernier accepte « avec réserve ».
De retour au palais du Quirnal le 22 décembre, le président du Conseil désigné lève effectivement la réserve et présente la liste de ses ministres, tout le gouvernement D'Alema II étant assermenté dans la foulée. La crise ministérielle est résolue en seulement quatre jours. Le même jour, le Sénat de la République vote la confiance par 177 voix pour et 100 contre. La Chambre des députés prend la même décision dès le lendemain avec 310 soutiens favorables et 287 oppositions.

## Composition
- Par rapport au gouvernement Prodi I, les nouveaux ministres sont indiqués en gras, ceux ayant changé d'attributions en italique.

| Poste | Titulaire | Titulaire                                                 | Parti |
| --- | --------- | --------------------------------------------------------- | ----- |
| Président du Conseil des ministres                                                                                    |           | Massimo D'Alema                                           | DS    |
| Vice-président du Conseil des ministres                                                                               |           | Sergio Mattarella                                         | PPI   |
| Secrétaire d'État à la présidence du Conseil des ministres Secrétaire du Conseil des ministres                        |           | Franco Bassanini                                          | DS    |
| Ministres sans portefeuille                                                                                           |           |                                                           |       |
| Ministre pour l'Égalité des chances                                                                                   |           | Laura Balbo                                               | FdV   |
| Ministre pour la Fonction publique                                                                                    |           | Angelo Piazza                                             | SDI   |
| Ministre pour les Affaires régionales                                                                                 |           | Katia Bellillo                                            | PdCI  |
| Ministre pour la Solidarité sociale                                                                                   |           | Livia Turco                                               | DS    |
| Ministre pour les Relations avec le Parlement                                                                         |           | Gian Guido Folloni                                        | UDR   |
| Ministre pour les Réformes institutionnelles                                                                          |           | Giuliano Amato (jusqu'au 13/05/1999)                      | Sans  |
| Ministre pour les Réformes institutionnelles                                                                          |           | Antonio Maccanico (à partir du 21/06/1999)                | Dem.  |
| Ministre pour les Politiques communautaires                                                                           |           | Enrico Letta                                              | PPI   |
| Ministres |           |                                                           |       |
| Ministre des Affaires étrangères                                                                                      |           | Lamberto Dini                                             | RI    |
| Ministre de l'Intérieur                                                                                               |           | Rosa Iervolino                                            | PPI   |
| Ministre de la Grâce et de la Justice Ministre de la Justice (14/09/1999)                                             |           | Oliviero Diliberto                                        | PdCI  |
| Ministre des Finances                                                                                                 |           | Vincenzo Visco                                            | DS    |
| Ministre du Trésor, du Budget et de la Planification économique                                                       |           | Carlo Azeglio Ciampi (jusqu'au 13/05/1999) Giuliano Amato | Sans  |
| Ministre de la Défense                                                                                                |           | Carlo Scognamiglio                                        | UDR   |
| Ministre de l'Éducation                                                                                               |           | Luigi Berlinguer                                          | DS    |
| Ministre des Travaux publics                                                                                          |           | Enrico Micheli                                            | PPI   |
| Ministre des Communications                                                                                           |           | Salvatore Cardinale                                       | UDR   |
| Ministre de l'Industrie, du Commerce et de l'Artisanat                                                                |           | Pier Luigi Bersani                                        | DS    |
| Ministre du Travail et de la Sécurité sociale                                                                         |           | Antonio Bassolino (jusqu'au 21/06/1999) Cesare Salvi      | DS    |
| Ministre du Commerce extérieur                                                                                        |           | Piero Fassino                                             | DS    |
| Ministre de la Santé                                                                                                  |           | Rosy Bindi                                                | PPI   |
| Ministre pour les Biens culturels et environnementaux Ministre pour les Biens et les Activités culturels (05/11/1998) |           | Giovanna Melandri                                         | DS    |
| Ministre de l'Environnement                                                                                           |           | Edoardo Ronchi                                            | FdV   |
| Ministre de l'Enseignement supérieur et de la Recherche scientifique et technologique                                 |           | Ortensio Zecchino                                         | PPI   |
| Ministre pour les Politiques agricoles Ministre des Politiques agricoles et forestières (14/09/1999)                  |           | Paolo De Castro                                           | Sans  |
| Ministre des Transports et de la Navigation                                                                           |           | Tiziano Treu                                              | RI    |